# Гамбурзька міська електричка
Гамбурзька міська електричка (нім. S-Bahn Hamburg) — S-Bahn, один із видів громадського транспорту Гамбурга та його агломерації. Разом з метрополітеном та регіональними залізницями становить основу рейкового міського транспорту в Гамбурзі та околицях. На відміну від аналогічних примісько-міських транспортних систем S-Bahn в інших містах Німеччини та Австрії, міська електричка Гамбурга грає невелику роль у приміському сполученні, оскільки її лінії проходять в основному в межах міста.
Мережа S-Bahn працює в Гамбурзі з грудня 1906 року і зараз налічує 68 станцій на чотирьох основних та двох додаткових, що використовуються в години пік, лініях загальною довжиною 144 км.
У мережі 11 підземних станцій та 4 станції, поєднаних зі станціями залізниць Німеччини.
Поїзди різних ліній при збігу маршрутів використовують одні й самі колії.
Використовується як постійний, так і змінний струм.
Міська електричка працює з 04:30 до 01:00, у ніч із п'ятниці на суботу, з суботи на неділю та перед святами — цілодобово.
Вдень інтервал між поїздами становить 10 хвилин, а з 23:00 до 6:00 — 20 хвилин.
У 2007 році середній пасажиропотік становив 590 тис. чол. на день, за рік послугами міської електрички скористалося понад 190 млн пасажирів.

## Історія
Залізнична лінія, що сполучає Альтону та Бланкенезе з Гамбургом, була відкрита 5 грудня 1906 і працювала на паровій тязі.
У 1907 році лінія була електрифікована, перший електропоїзд пройшов по ній 1 жовтня 1907, а з 29 січня 1908 лінія Бланкенезе — Ольсдорф працює виключно на електричній тязі.
Ці дати зазвичай і згадуються як дати появи гамбурзької міської електрички, проте сама назва S-Bahn мережа отримала в 1934 за аналогією з мережею берлінської міської залізниці, що працює з 1930 року.
З 2002 року лінії, що обслуговуються не електропоїздами, перестали вважатися лініями S-Bahn і були віднесені до регіональних залізниць.
Цим лініям було присвоєно префікс R замість S, що позначає лінії міської електрички.
11 грудня 2008 року було відкрито нову дистанцію лінії S1, що сполучила місто з аеропортом.

## Лінії
У мережі S-Bahn діє 4 основні та дві додаткові лінії S11 та S2, що працюють у години пік.
Оплата проїзду позонна.
Всі лінії S-Bahn і метро перетинаються на станції Гамбург-Головний.
 Ведель — Аеропорт Гамбург/Поппенбюттель
 Бланкенезе — Ольсдорф (— Поппенбюттель)
 Гамбург-Альтона — Гамбург-Бергедорф
 Ельбгауштрассе — Аумюле
 Піннеберг — Штаде
 Гамбург-Альтона — Берлінська брама/Гарбурзька Ратуша (—Нойграбен)
Гамбург-Головний та Гамбург-Альтона — вузлові станції S-Bahn.
Кожна з шести ліній проходить через обидві станції, крім S21, що минає Альтону.
Обидві ці станції чотириколійні, при цьому станція Центральний вокзал дворівнева — поїзди, що йдуть на північ, зупиняються під землею. Центральний вокзал і Альтон з'єднують дві траси S-Bahn: основна (S1, S2, S3) проходить під землею під центром міста, сильно наближаючись до річки, друга проходить вздовж залізниці, обходячи центр із півночі (S11, S21, S31). Таким чином є сім підземних станцій (включаючи Альтону та половину Центрального вокзалу), що більше ніж у Берліні (шість) та у всіх інших системах S-Bahn у Німеччині.

## Перспективи
Найближчі плани розвитку мережі міської електрички стосуються з'єднання Гамбурга з містом Калтьонкірхен . Планується відкрити нову лінію S4, яка зв'яже Альтону на заході з Аренсбургом і Бад-Ольдеслое на північному сході. Передбачається, що нову лінію буде створено на базі існуючої лінії R10 регіональної залізниці.

## Рухомий склад
У Гамбурзі працюють тривагонні електропоїзди серій 474 та 490.
Часто поїзди використовуються в зчіпці з двох або трьох поїздів.
Використовується нижнє струмознімання — від контактної рейки з постійною напругою 1200 В.
Конструкція струмоприймача незвичайна — він ковзає збоку рейки, а не по нижній як в інших сучасних системах.
Частина поїздів також використовує складний струмознімач-пантограф для живлення від верхньої контактної мережі змінного струму 15 кВ, 16.7 Гц.